# روزهای آخر
روزهای آخر (انگلیسی: The Last Days) فیلمی در ژانر مستند به کارگردانی جیمز مل است که در سال ۱۹۹۸ منتشر شد. این فیلم برنده جایزه اسکار بهترین فیلم مستند شده است.

## پاسخ انتقادی
آخرین روزها نقدهای مثبتی از سوی منتقدان سینما دریافت کرد. بر اساس ۲۴ بررسی، دارای ۹۲٪ رتبه تأیید در وب سایت جمع‌آوری بررسی روتن توماتوز Rotten Tomatoes است. در متاکریتیک، این فیلم بر اساس ۲۵ منتقد، ۸۵ درصد تأیید شده است.
به گفته رادهیان سیمون پیلای برای گاردین، «تز فیلم این است که نازی‌ها آنقدر برانگیزاننده نفرت بودند که موقعیت خود را در جنگ قربانی کردند تا نسل‌کشی را انجام دهند و ۴۳۸۰۰۰ یهودی مجارستانی را ظرف مدت شش هفته به آشویتس تبعید کردند. راجر ایبرت برای شیکاگو سان‌تایمز نوشت که این فیلم «بر آخرین سال جنگ تمرکز می‌کند، زمانی که آدولف هیتلر، که قبلاً شکست خورده بود و منابعش تمام شده بود، با منحرف کردن مردان، عمق نفرت نژادی خود را آشکار کرد. جان لئونارد برای مجله نیویورک نوشت: "این داستانی است که توسط پنج بازمانده از آن نسل‌کشی سریع روایت می‌شود که همگی آنها شهروندان آمریکایی شده بودند و به شهرها و روستاهایی که در آنها به اسارت درآمده بودند یا به اردوگاه‌هایی که در آن زندانی بودند» بازمی‌گردند.
باربارا شولگاسر-پارکر، منتقد سابق فیلم سانفرانسیسکو اگزمینر، برای Common Sense Media نوشت: "وحشت توصیف شده توسط بازماندگان اردوگاه‌های مرگ، سربازانی که آنها را آزاد کردند، و مورخان، و همچنین عکس‌ها و فیلم‌های آرشیوی، مهم و آموزشی است اما این فیلم برای نوجوانان و بزرگتر مناسب است.